# ریچارد بکینسیل
 ریچارد بکینسیل (انگلیسی: Richard Beckinsale؛ ۶ ژوئیهٔ ۱۹۴۷ – ۱۹ مارس ۱۹۷۹) بازیگر اهل بریتانیا بود. وی بین سال‌های ۱۹۶۲ تا ۱۹۷۹ میلادی فعالیت می‌کرد.
از فیلم‌ها یا مجموعه‌های تلویزیونی که وی در آن‌ها نقش داشته است، می‌توان به هلیم اشاره نمود.